# Majida Khattari
Majida Khattari (Erfoud, 1966) è un'artista e fotografa marocchina naturalizzata francese che dal 1988 vive a Parigi.

## Biografia
Cresciuta in un ambiente familiare aperto, inizia ad avvicinarsi alla cultura francese. Dopo essersi diplomata all'École des Beaux-Arts di Casablanca nel 1989, si iscrive all'École nationale supérieure des beaux-arts (ENSBA), dove si laurea nel 1995. Quello stesso anno, un argomento controverso sulla scena politica francese - l'uso del velo nelle istituzioni educative - attira la sua attenzione e Majida sceglie di trarre ispirazione da questo dibattito per proporre una riflessione sul corpo femminile e il trattamento sociale che viene fatto. 

## Carriera

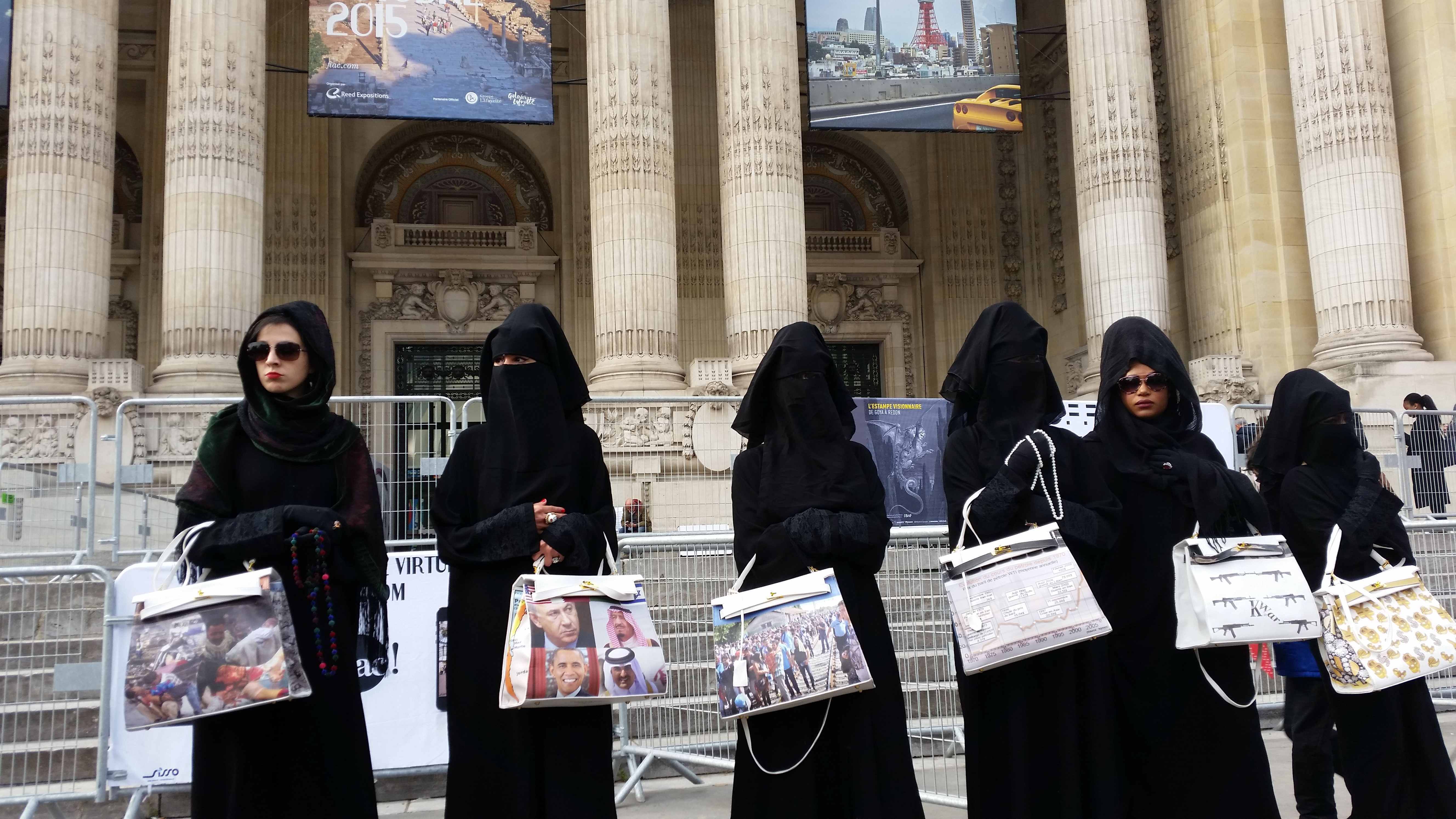

Per 20 anni studia il legame tra il corpo, l'abbigliamento che lo valorizza o lo nasconde, e gli accessori, giocando con le parole "velo" e "foulard", e nascondendo la finta nudità delle modelle con barriere di tessuto e schermi che proiettano scene dei film cult. Una delle performance, ispirata al surrealismo, ha luogo durante l'evento Nuit Blanche a Parigi. Pochi giorni dopo, in occasione del 25º anniversario dell'Istituto del mondo arabo, Majida Khattari lavora invece su un accessorio maschile: il turbante.
Il suo ultimo anno presso ENSBA le fa scoprire anche il design, scoperta che la porta, in un mix tra moda e arte, a disegnare oggetti del mondo del fashion e a creare i "vestiti-scultura" che presenta durante le sfilate di moda, come manifestazioni delle sue riflessioni sulla condizione delle donne nel mondo arabo. 
Le problematiche internazionali sono spesso un punto di partenza per le sue creazioni. Con l'inizio della guerra in Iraq, prima nelle sfilate di moda esclusive che presentano le nuove collezioni dei stilisti parigini nella primavera del 2003, e poi in una mostra personale nella città di Tulle, nel sud della Francia, Majida Khattari presenta nuovi "vestiti-sculture" attraverso i quali viene evocato il fondamentalismo, sia orientale che occidentale, offrendo un approccio originale a questo conflitto. Il Dictator's Faces è un burqa serigrafato, che ritrae i leader politici, il Power Dress' viene realizzato usando la bandiera degli Stati Uniti ed i jeans, il Combat Dress è in tessuto mimetico cucito con il filo e il Petition Dress è un grande pezzo di stoffa bianca che può essere firmata da chiunque per sostenere la pace.
Parallelamente, Khattari lavora con la fotografia, le installazioni, i video e i film. Nei suoi lavori fotografici, Khattari ricrea gli stereotipi che dominano la pittura orientalista, posizionando i vari personaggi dello scenario che si ispira ai dipinti orientalisti in contesti contemporanei. Nel 2000, collabora insieme alle donne residenti a Beauvais alla creazione del calendario "Marianne", allusione doppiamente ironica alla tipica immagine della "ragazza da calendario" e al simbolo della Repubblica francese. Le sue "Marianne" invece provengono dai margini della società francese: una madre single del Capo Verde con sei figli a carico, una donna africana senza documenti e tante altre. Con l'inserimento sia delle festività cristiane che musulmane, il calendario è stato presentato nello stesso anno a Beauvais e ENSBA sotto forma dell'installazione fotografica.

Il suo è un desiderio di accompagnare il cambiamento sociale nel suo paese natìo, il Marocco, mantenendo le radici nelle sue tradizioni religiose e allo stesso tempo esplorando, nel suo lavoro artistico, sia la tradizione che la modernità
(Fethi Benslama,)
 Espone in mostre personali e collettive a Casablanca, Parigi, "The New Art Gallery" a Walsall, Londra, "Open Eyes Galleries" a Liverpool, "Heaven"  a Düsseldorf, Tokyo e New York. Dal 1999 sono state allestite mostre con le sue opere presso il Centre George Pompidou, Kunstmuseum di Lucerna e Guggenheim Museum di New York. Altre opere si trovano al SAM Project Foundation di Parigi, la Louis Vuitton Foundation, entrambe a Parigi, Museo di arte contemporanea di Salonicco, Museo di Salsali a Dubai.

## Opere
- The Bride of St. Bernard’s Church (1996)
- Dictators’ Faces (2003)
- Power Dress (2003)
- Combat Dress (2003)
- Petition Dress (2003)
- Marianne (2000)
- Rêves de jeunes filles (2001)
- Veil (2002), insieme alla Iran Heritage Foundation
- Sac à main (2008–2009)
- Kholkhal (2015-2016), stampa a pigmenti su tela, 120 × 180 cm[9]
- Le rêve d’Agatha, (2016), stampa a pigmenti su tela, 120 × 180 cm[10]